# Curling op de Olympische Winterspelen 1998
Curling is een van de sporten die beoefend werden tijdens de Olympische Winterspelen 1998 in Nagano.

## Heren

### Groepsfase

#### Uitslagen
| land             | saldo  | land             |
| ---------------- | ------ | ---------------- |
| Duitsland        | 4 - 7  | Zwitserland      |
| Noorwegen        | 2 - 4  | Groot-Brittannië |
| Canada           | 7 - 4  | Japan            |
| Verenigde Staten | 2 - 6  | Zweden           |
| Japan            | 6 - 5  | Zweden           |
| Canada           | 11 - 3 | Verenigde Staten |
| Zwitserland      | 10 - 4 | Groot-Brittannië |
| Duitsland        | 5 - 7  | Noorwegen        |
| Canada           | 10 - 3 | Groot-Brittannië |
| Duitsland        | 6 - 7  | Zweden           |
| Verenigde Staten | 7 - 6  | Noorwegen        |
| Zwitserland      | 5 - 3  | Japan            |
| Noorwegen        | 5 - 3  | Japan            |
| Verenigde Staten | 2 - 7  | Zwitserland      |
| Duitsland        | 6 - 10 | Canada           |
| Zweden           | 7 - 5  | Groot-Brittannië |
| Verenigde Staten | 8 - 5  | Duitsland        |
| Groot-Brittannië | 7 - 5  | Japan            |
| Noorwegen        | 7 - 4  | Zweden           |
| Canada           | 8 - 3  | Zwitserland      |
| Zwitserland      | 4 - 5  | Noorwegen        |
| Zweden           | 3 - 6  | Canada           |
| Groot-Brittannië | 4 - 7  | Duitsland        |
| Japan            | 8 - 6  | Verenigde Staten |
| Groot-Brittannië | 3 - 6  | Verenigde Staten |
| Japan            | 7 - 5  | Duitsland        |
| Zweden           | 2 - 8  | Zwitserland      |
| Noorwegen        | 10 - 8 | Canada           |

#### Eindstand
| rang | land             | wed | w | v |
| ---- | ---------------- | --- | - | - |
| 1    | Canada           | 7   | 6 | 1 |
| 2    | Noorwegen        | 7   | 5 | 2 |
| 2    | Zwitserland      | 7   | 5 | 2 |
| 4    | Japan            | 7   | 3 | 4 |
| 4    | Verenigde Staten | 7   | 3 | 4 |
| 4    | Zweden           | 7   | 3 | 4 |
| 7    | Groot-Brittannië | 7   | 2 | 5 |
| 8    | Duitsland        | 7   | 1 | 6 |

### Tie-Break
| land             | saldo | land   |
| ---------------- | ----- | ------ |
| Verenigde Staten | 5 - 2 | Zweden |
| Verenigde Staten | 5 - 4 | Japan  |

### Halve finale
| land      | saldo | land             |
| --------- | ----- | ---------------- |
| Noorwegen | 7 - 8 | Zwitserland      |
| Canada    | 7 - 1 | Verenigde Staten |

### Bronzen medaille
| land             | 1 | 2 | 3 | 4 | 5 | 6 | 7 | 8 | 9 | 10 | T |
| ---------------- | - | - | - | - | - | - | - | - | - | -- | - |
| Verenigde Staten | 0 | 0 | 0 | 0 | 0 | 3 | 0 | 1 | 0 | X  | 4 |
| Noorwegen        | 0 | 1 | 1 | 1 | 3 | 0 | 2 | 0 | 1 | X  | 9 |

### Finale
| land        | 1 | 2 | 3 | 4 | 5 | 6 | 7 | 8 | 9 | 10 | T |
| ----------- | - | - | - | - | - | - | - | - | - | -- | - |
| Canada      | 0 | 0 | 1 | 0 | 0 | 0 | 2 | 0 | X | X  | 3 |
| Zwitserland | 0 | 2 | 0 | 2 | 2 | 3 | 0 | 0 | X | X  | 9 |

### Eindrangschikking
| rang   | sporter(s)                                                                      | land |
| ------ | ------------------------------------------------------------------------------- | ---- |
| Goud   | Patrick Hürlimann Patrik Lörtscher Daniel Müller Diego Perren Dominic Andres    | SUI  |
| Zilver | Mike Harris Richard Hart Collin Mitchell George Karrys Paul Savage              | CAN  |
| Brons  | Eigil Ramsfjell Jan Thoresen Stig-Arne Gunnestad Anthon Grimsmo Tore Torvbråten | NOR  |
| 4      | Tim Somerville Mike Peplinski Myles Brundidge John Gordon Tim Solin             | USA  |
| 5      | Makoto Tsuruga Hiroshi Satoh Yoshiyuki Ohmiya Hirofumi Kudoh Hiasaki Nakamine   | JPN  |
| 6      | Peter Lindholm Tomas Nordin Magnus Swartling Peter Narup Marcus Feldt           | SWE  |
| 7      | Douglas Dryburgh Peter Wilson Phil Wilson Ronnie Napier James Dryburgh          | GBR  |
| 8      | Andreas Kapp Ulrich Kapp Michael Schäfer Holger Höhne Oliver Axnick             | GER  |

## Dames

### Groepsfase

#### Uitslagen
| land             | saldo  | land             |
| ---------------- | ------ | ---------------- |
| Noorwegen        | 2 - 8  | Zweden           |
| Canada           | 7 - 6  | Verenigde Staten |
| Duitsland        | 5 - 6  | Denemarken       |
| Japan            | 5 - 7  | Groot-Brittannië |
| Denemarken       | 9 - 3  | Groot-Brittannië |
| Duitsland        | 2 - 9  | Japan            |
| Zweden           | 8 - 5  | Verenigde Staten |
| Noorwegen        | 6 - 5  | Canada           |
| Duitsland        | 5 - 8  | Verenigde Staten |
| Noorwegen        | 4 - 6  | Groot-Brittannië |
| Japan            | 4 - 7  | Canada           |
| Zweden           | 5 - 4  | Denemarken       |
| Canada           | 9 - 5  | Denemarken       |
| Japan            | 6 - 12 | Zweden           |
| Noorwegen        | 6 - 7  | Duitsland        |
| Groot-Brittannië | 8 - 5  | Verenigde Staten |
| Japan            | 8 - 4  | Noorwegen        |
| Verenigde Staten | 5 - 8  | Denemarken       |
| Canada           | 8 - 3  | Groot-Brittannië |
| Duitsland        | 3 - 8  | Zweden           |
| Zweden           | 5 - 7  | Canada           |
| Groot-Brittannië | 6 - 5  | Duitsland        |
| Verenigde Staten | 8 - 9  | Noorwegen        |
| Denemarken       | 6 - 4  | Japan            |
| Verenigde Staten | 10 - 2 | Japan            |
| Denemarken       | 8 - 3  | Noorwegen        |
| Groot-Brittannië | 5 - 8  | Zweden           |
| Canada           | 8 - 5  | Duitsland        |

#### Eindstand
| rang | land             | wed | w | v |
| ---- | ---------------- | --- | - | - |
| 1    | Canada           | 7   | 6 | 1 |
| 1    | Zweden           | 7   | 6 | 1 |
| 3    | Denemarken       | 7   | 5 | 2 |
| 4    | Groot-Brittannië | 7   | 4 | 3 |
| 5    | Japan            | 7   | 2 | 5 |
| 5    | Noorwegen        | 7   | 2 | 5 |
| 5    | Verenigde Staten | 7   | 2 | 5 |
| 8    | Duitsland        | 7   | 1 | 6 |

### Halve finale
| land       | saldo | land             |
| ---------- | ----- | ---------------- |
| Canada     | 6 - 5 | Groot-Brittannië |
| Denemarken | 7 - 5 | Zweden           |

### Bronzen medaille
| land             | 1 | 2 | 3 | 4 | 5 | 6 | 7 | 8 | 9 | 10 | T  |
| ---------------- | - | - | - | - | - | - | - | - | - | -- | -- |
| Zweden           | 2 | 0 | 2 | 0 | 1 | 0 | 4 | 1 | 0 | X  | 10 |
| Groot-Brittannië | 0 | 1 | 0 | 2 | 0 | 2 | 0 | 0 | 1 | X  | 6  |

### Finale
| land       | 1 | 2 | 3 | 4 | 5 | 6 | 7 | 8 | 9 | 10 | T |
| ---------- | - | - | - | - | - | - | - | - | - | -- | - |
| Denemarken | 0 | 2 | 0 | 0 | 0 | 0 | 2 | 0 | 1 | X  | 5 |
| Canada     | 3 | 0 | 0 | 1 | 1 | 1 | 0 | 1 | 0 | X  | 7 |

### Eindrangschikking
| rang   | sporter(s)                                                                             | land |
| ------ | -------------------------------------------------------------------------------------- | ---- |
| Goud   | Sandra Schmirler Jan Betker Joan McCusker Marcia Gudereit Atina Ford                   | CAN  |
| Zilver | Helena Lavrsen Margrit Poertner Dorthe Holm Trine Qvist Jane Bidstrup                  | DEN  |
| Brons  | Elisabet Gustafson Katarina Nyberg Louise Marmont Elisabeth Persson Margaretha Lindahl | SWE  |
| 4      | Kirsty Hay Edith Loudon Jackie Lockhart Katie Loudon Felsie Bayne                      | GBR  |
| 5      | Mayumi Ohikutsi Akiko Katoh Yukari Kondo Yoko Mimura Akemi Niwa                        | JPN  |
| 5      | Dordi Nordby Marianne Haslum Kristin Tøsse Løvseth Hanne Woods Grethe Wolan            | NOR  |
| 5      | Lisa Schoeneberg Erika Brown Debbie Henry Lori Mountford Stacey Liapis                 | USA  |
| 8      | Andrea Schöpp Monika Wagner Natalie Nessler Heike Wieländer Carina Meidele             | GER  |

## Medaillespiegel
| rang | land        | goud | zilver | brons | totaal |
| ---- | ----------- | ---- | ------ | ----- | ------ |
| 1    | Canada      | 1    | 1      | 0     | 2      |
| 2    | Zwitserland | 1    | 0      | 0     | 1      |
| 3    | Denemarken  | 0    | 1      | 0     | 1      |
| 4    | Noorwegen   | 0    | 0      | 1     | 1      |
| 4    | Zweden      | 0    | 0      | 1     | 1      |
|      |             | 2    | 2      | 2     | 6      |